# Ceanothus cuneatus
Espèce
Classification phylogénétique
Ceanothus cuneatus est une espèce de plantes à fleurs du genre des céanothes et de la famille des rhamnacées.